# دیدیه پرونی
دیدیه ژوزف لوییس پرونی (فرانسوی: Didier Joseph Louis Pironi‎؛ زادهٔ ۲۶ مارس ۱۹۵۲ در ویلیکرن، وال-دو-مارن، درگذشتهٔ ۲۳ اوت ۱۹۸۷ در نزدیکی جزیره وایت) رانندهٔ مسابقات اتومبیل‌رانی اهل فرانسه بود که از فصل ۱۹۷۸ تا ۱۹۸۲ در مجموع در ۷۲ گراند پری از مسابقات جهانی فرمول یک شرکت کرد.
او در طول دوران فعالیت خود در فرمول یک، ۴ بار مسابقه را از پول پوزیشن آغاز کرد و در ۵ مسابقه موفق شد سریع‌ترین زمان طی یک دور پیست را به نام خود ثبت کند. او در این مسابقات ۱۳ بار بر روی سکو رفت، مجموعاً ۳ بار به پیروزی دست یافت و ۱۰۱ امتیاز را به نام خود به‌ثبت رساند.
پرونی در ۲۳ اوت ۱۹۸۷ بر اثر حادثهٔ واژگونی قایق در مسابقهٔ قایقرانی در نزدیکی جزیره وایت درگذشت.